# Zospeum alpestre
Zospeum alpestre ist eine sehr kleine Schneckenart aus der Familie der Zwerghornschnecken (Carychiidae) in der Ordnung der Lungenschnecken (Pulmonata).

## Merkmale
Das niedrige, ei- bis kegelförmige Gehäuse ist etwa 1,2 bis 1,8 mm hoch und 1,0 bis 1,2 mm breit. Es hat fünf stark gewölbte Windungen mit einer tiefen Naht. Der Apex ist ziemlich spitz, die Endwindung nimmt etwa die Hälfte der Gesamtgehäusehöhe ein. Die Mündung ist rundlich bis birnenförmig und an der Peripherie etwas eingedrückt. Der leicht umgeschlagene Mundsaum ist etwas verdickt. Die Ränder sind durch einen ringförmigen Kallus verbunden. In die Mündung ragt ein parietaler Zahn hinein, der nahe der Spindel sitzt. Auf der dorsalen Seite der Spindel ist eine Spiralis (Zahn) entwickelt. Die Nabelspalte ist gerade. Das Gehäuse ist weißlich und durchscheinend, die Oberfläche ist glatt. 
Die Tiere sind blind. Die Radula ist vergleichsweise kurz mit nur etwa 36 Querreihen, pro Querreihe sind etwa 40 plattenartige Elemente vorhanden.

## Geographische Verbreitung, Lebensraum und Lebensweise
Das Verbreitungsgebiet der Art erstreckt sich über Südösterreich, Slowenien, Kroatien und Norditalien. 
Die Art ist ein obligatorischer Höhlenbewohner. Die blinden Tiere leben an den feuchten Höhlenwänden und unter dort liegenden Steinen. Sie fressen Detritus und organische Krusten, die sie vom Höhlenlehm oder der Höhlenwänden abweiden, oder weiden auch auf verrottendem Holz, das in die Höhlen eingeschwemmt wurde.

## Taxonomie
Das Taxon wurde 1855 vom damaligen Konservator am Museum Triest Heinrich Freyer als Carychium alpestre aufgestellt. Typlokalität ist die Dioja griča-Höhle, Velika planina in den Steiner Alpen, Slowenien. Das Taxon wird heute übereinstimmend zur Gattung Zospeum gestellt.
Derzeit werden vier Unterarten unterschieden:
- Zospeum alpestre alpestre (Freyer, 1855)
- Zospeum alpestre bolei Slapnik, 1991
- Zospeum alpestre kupitzense Stummer, 1984
- Zospeum alpestre likanum Bole, 1960

## Gefährdung
Die Art ist in Kärnten stark gefährdet (Kategorie 2).

## Belege

### Online
- Animal Base - Zospeum alpestre (Freyer, 1855)